# Nagasari (Serang Baru)
Nagasari is een bestuurslaag in het regentschap Bekasi van de provincie West-Java, Indonesië. Nagasari telt 4390 inwoners (volkstelling 2010).